# Horka nad Moravou (železniční zastávka)
Horka nad Moravou je železniční zastávka a nakladiště v Horce nad Moravou v Olomouckém kraji. Je součástí neelektrizované jednokolejné železniční trati Olomouc – Senice na Hané – Prostějov. Leží mezi stanicemi Olomouc-Řepčín a Příkazy.
Zastávku obsluhují pravidelné osobní vlaky Českých drah linky M4 s intervalem 60 minut v pracovní dny a 120 minut ve dny pracovního klidu v obou směrech (tzn. ve směru Olomouc hl. n. a Senice na Hané, Drahanovice či Prostějov). Zastávka je zařazena do Integrovaného dopravního systému Olomouckého kraje.